# 오픈 리딩 프레임
분자유전학에서 오픈 리딩 프레임(open reading frame, ORF)은 mRNA로 전사되어 단백질이 될 가능성이 있는 염기서열들을 의미하며, 1. 어떤 ATG(AUG) 서열을 시작으로 보는지에 따라 2. 염기서열을 3개씩 코돈으로 묶을 때 어떻게 묶느냐에 따라 3. DNA의 반대편 strand의 염기서열에서 전사되는지에 따라 시작코돈과 종결코돈에 변화가 생기기 때문에, 열려있다고 한다. ORF는 mRNA로 전사될 가능성이 있는 염기서열들의 집합이므로, 실제로 mRNA로 전사되는지의 여부는 실험적으로 확인해야 한다. 전사 종결자 정지 지점은 열린 번역 틀 다음에 위치하는데, 만약 전사가 종결 코돈 전에 멈추게 되면, 번역과정 동안 불완전한 단백질이 만들어진다.
일반적으로, 열린 번역 틀 지역의 시작코돈 이후의 삽입은 프레임쉬프트 돌연변이를 일으켜서 종결 코돈의 위치를 이동시키게 한다.

## 의미
열린 번역 틀의 일반적인 사용은 유전자 예측을 도와주는 하나의 증거로 쓸 수 있다. 긴 열린 번역 틀들은 단백질을 코딩하는 지역을 발견할 때, 종종 사용된다. 열린 번역 틀의 존재는 전사가 된다는 말을 의미하는 것은 아니다. 예를 들어, 같은 비율의 각 뉴클레오타이드의 무작위적인 배열로 만들어진 DNA 서열은 종결 코돈이 매 21코돈마다 하나씩 나온다. 원핵생물에서 시작코돈을 찾기 위한 단순한 유전자 예측 알고리즘은 일반적인 단백질을 암호화 하기에 충분히 길다. 긴 열린 번역 틀은 결론적으로 긴 유전자를 지시하는 것은 아니다.

## 예
5'ATG ATG TAA TGT AAA TAA GTT AAT 3' 에서
3'OOO OOO OOO OOO OOO OOO OOO OOO 5' (상보적인 DNA strand)
1. 첫 번째 ATG(AUG) 서열을 시작코돈으로 본다면, 이에 전사되는 mRNA의 서열은 5'AUG AUG UAA UGU AAA UAA 3'이다. (UAA는 종결코돈이다.)
2. 두 번째 ATG 서열을 시작코돈으로 본다면, 이에 전사되는 mRNA의 서열은 5'AUG UAA UGU AAA UAA 3'이다.
3. 9번째 염기인 A부터 코돈을 읽어나간다면, 이렇게 읽어나간 DNA의 염기서열은 5' -- ATG TAA ATA AGT TAA T 3' 이므로 이에 전사되는 mRNA 서열은 5' AUG UAA AUA AGU UAA 3'이다.